# Empresa Municipal de Transportes de Madrid

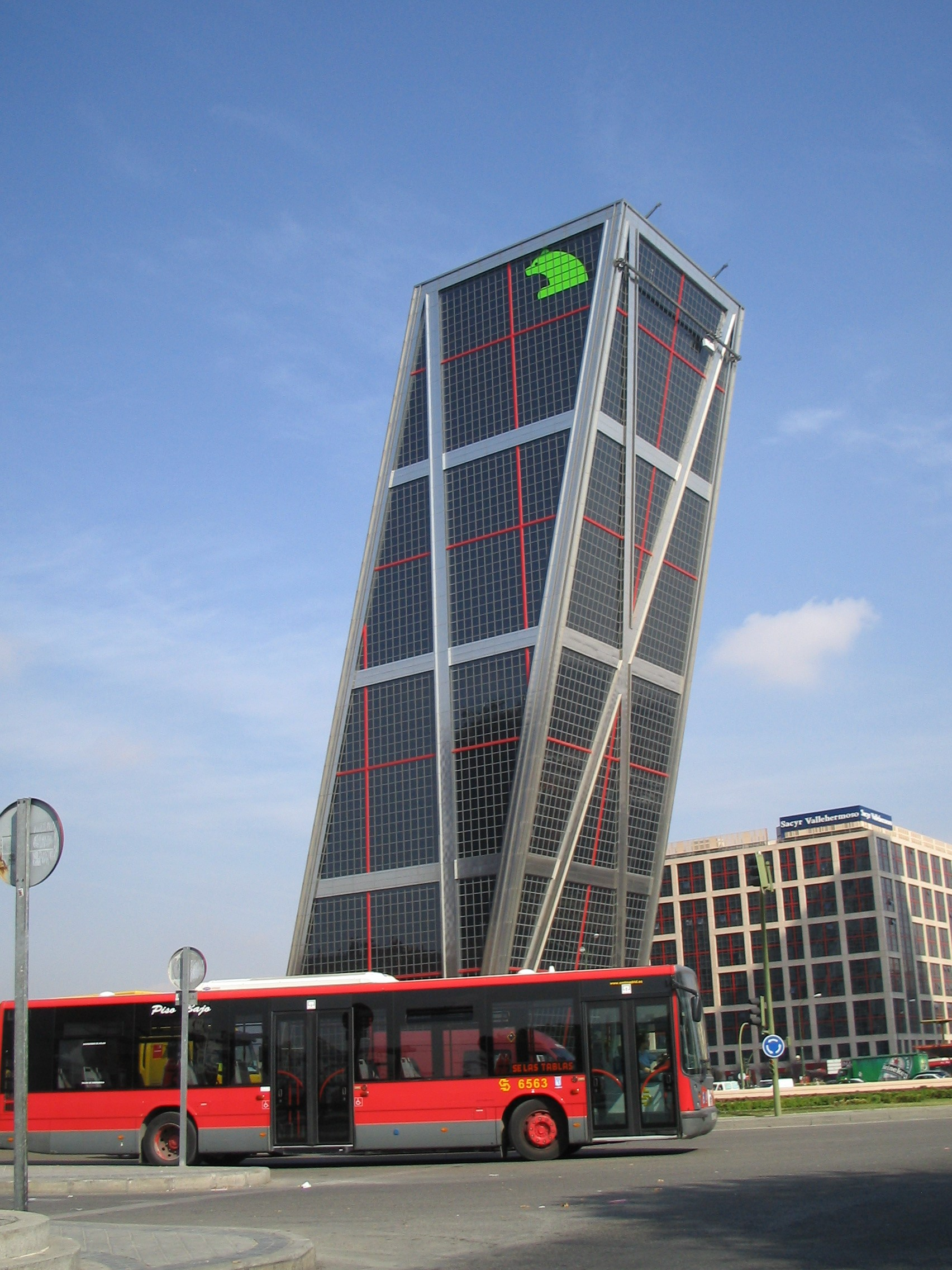
Madrid: autobus EMT n. 6563 e Torre Kio a Plaza de la Castilla

Empresa Municipal de Transportes de Madrid S. A., nota attraverso l'acronimo EMT Madrid, è una municipalizzata spagnola, interamente controllata dal Comune di Madrid, che gestisce parte del servizio di trasporto pubblico nella capitale spagnola nell'ambito del Consorcio Regional de Transportes de Madrid. Nel dettaglio gestisce la rete di bus urbani, la funivia e il servizio di bike sharing BiciMAD oltre che i servizi complementari quali parcheggi a pagamento e di interscambio.

## Storia
L'EMT è stata creata a Madrid nel 1947, quando sono state istituite le prime autolinee.
Nel 1950 è iniziato anche il servizio filoviario che si affiancava a numerosi altri percorsi esercitati con autobus. Sedici anni dopo, nel 1966, venivano soppressi i filobus e smantellata la rete aerea bifilare.
Dal 1985 l'azienda perdeva la sua autonomia per l'istituzione del Consorcio Regional de Transportes de Madrid, organismo con funzioni di coordinamento e gestione su tutte le aziende operanti sulla mobilità nella regione madrilena.

## Parco autobus
Nel 2017 l'EMT occupa circa 8540 persone e dispone di 2000 autobus, riconoscibili per la livrea grigio/bianco/celeste, instradati su 207 linee diurne e notturne.
L'elenco sottostante illustra tutti i modelli di autobus presenti nel parco di EMT, elencando: quantità, modello, carrozzeria e trazione.
| Quantità | Modello autobus                                | Carrozzeria      | Alimentazione    |
| -------- | ---------------------------------------------- | ---------------- | ---------------- |
| 39       | BredaMenarinibus Avancity+ GNC                 | BredaMenarinibus | GNC              |
| 29       | BredaMenarinibus Vivacity+ C GNC               | BredaMenarinibus | GNC              |
| 13       | Castrosua Tempus Hybrid GNC                    | Castrosua        | Ibrido / GNC     |
| 12       | Irisbus Iveco Citelis - City Versus            | Castrosua        | Gasolio          |
| 12       | Irisbus Iveco Citelis - Cittour 2              | Noge             | Gasolio          |
| 12       | Irisbus Iveco Citelis - Habit                  | Tata Hispano     | Gasolio          |
| 71       | Irisbus Iveco Citelis GNC - City Versus        | Castrosua        | GNC              |
| 40       | Irisbus Iveco Citelis GNC - Cittour 2          | Noge             | GNC              |
| 40       | Irisbus Iveco Citelis GNC - Área               | Tata Hispano     | GNC              |
| 12       | Irisbus Iveco Citelis GNC - Habit Aeropuerto   | Tata Hispano     | GNC              |
| 25       | Irisbus Iveco Citelis GNC - Habit              | Tata Hispano     | GNC              |
| 38       | Irisbus Iveco CityClass Cursor - City Versus   | Castrosua        | Gasolio          |
| 70       | Irisbus Iveco CityClass Cursor - Habit         | Hispano          | Gasolio          |
| 242      | Irisbus Iveco CityClass Cursor - Cittour       | Noge             | Gasolio          |
| 49       | Irisbus Iveco CityClass GNC - CS40 City        | Castrosua        | GNC              |
| 102      | Irisbus Iveco CityClass GNC Cursor - CS40 City | Castrosua        | GNC              |
| 80       | Irisbus Iveco CityClass GNC Cursor - Habit     | Hispano          | GNC              |
| 35       | Irisbus Iveco CityClass GNC Cursor - Cittour   | Noge             | GNC              |
| 13       | Iveco Bus Urbanway Hybrid 12                   | Iveco Bus        | Ibrido / Gasolio |
| 42       | MAN A21 Lion's City CNG                        | MAN              | GNC              |
| 17       | MAN A37 Lion's City Hybrid                     | MAN              | Ibrido / Gasolio |
| 32       | MAN NL 263-F - CS40 City                       | Castrosua        | Gasolio          |
| 105      | MAN NL 263-F - Habit                           | Hispano          | Gasolio          |
| 1        | MAN NL 273-F - City Versus                     | Castrosua        | Gasolio          |
| 76       | MAN NL 273-F - Cittour                         | Noge             | Gasolio          |
| 24       | MAN NL 283-F - Cittour 2                       | Noge             | Gasolio          |
| 65       | MAN NL 313-F GNC - Ceres Lion's City           | Burillo          | GNC              |
| 57       | MAN NL 313-F GNC - CS40 City                   | Castrosua        | GNC              |
| 40       | MAN NL 313-F GNC - City Versus                 | Castrosua        | GNC              |
| 4        | MAN NG 313-F Lion's City G                     | Neoman & Burillo | Gasolio          |
| 42       | MAN NG 313-F - CS40 City                       | Castrosua        | Gasolio          |
| 32       | MAN NG 313-F GNC - City Versus                 | Castrosua        | GNC              |
| 25       | Mercedes-Benz O-530 Citaro                     | Mercedes-Benz    | Gasolio          |
| 35       | Mercedes-Benz O-530 Citaro GNC                 | Mercedes-Benz    | GNC              |
| 60       | Mercedes-Benz O-530 New Citaro                 | Mercedes-Benz    | Gasolio          |
| 40       | Mercedes-Benz O-530 G Citaro NGT               | Mercedes-Benz    | GNC              |
| 42       | Mercedes-Benz O-530 Citaro NGT                 | Mercedes-Benz    | GNC              |
| 5        | Scania L94 UB - CS40 City L.E.                 | Carsa            | Gasolio          |
| 149      | Scania N94 UB - CS40 City                      | Carsa            | Gasolio          |
| 110      | Scania N 270 UB - City Versus                  | Carsa            | Gasolio          |
| 46       | Scania N 280 UB CNG - New City                 | Castrosua        | GNC              |
| 9        | Scania N 280 UB CNG - Serie 2 - New City       | Castrosua        | GNC              |
| 10       | Tata Hispano Área TML Híbrido GNC              | Tata Hispano     | Ibrido / GNC     |
| 18       | Tecnobus Gulliver U520ESP                      | Tecnobus         | Elettrico        |

## Galleria d'immagini

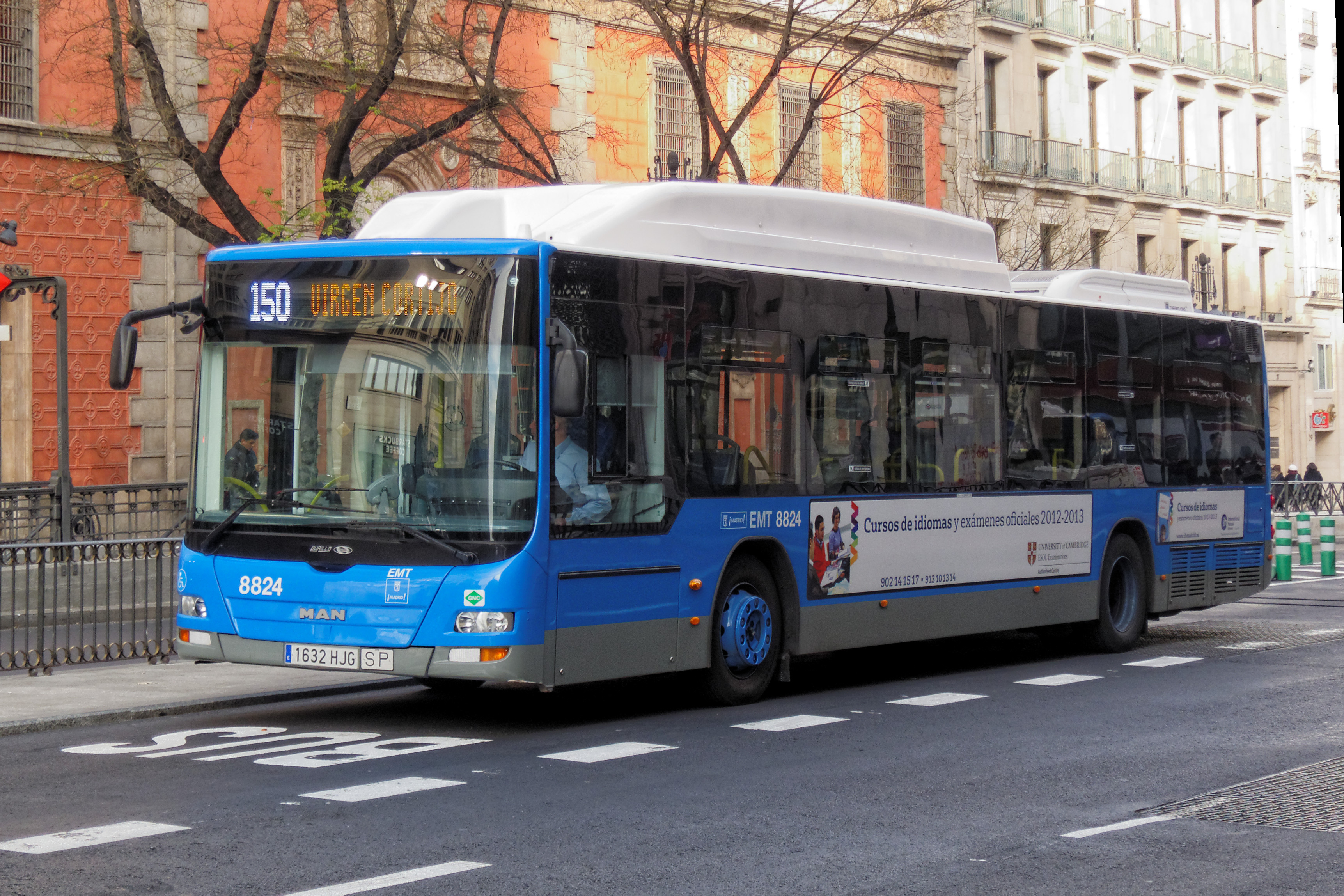
EMT nº8824 sulla linea 150.
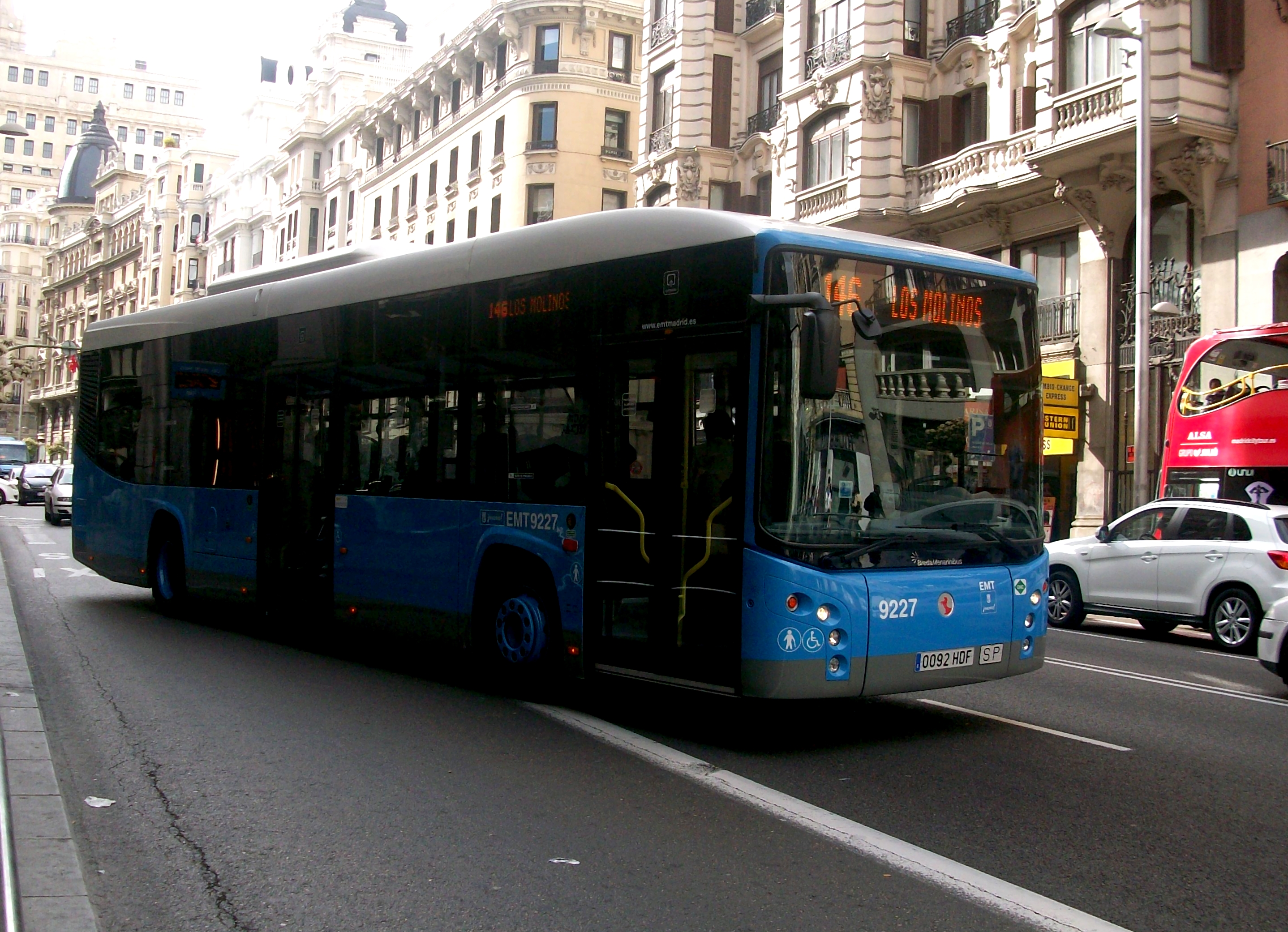
EMT nº9227 sulla linea 146.
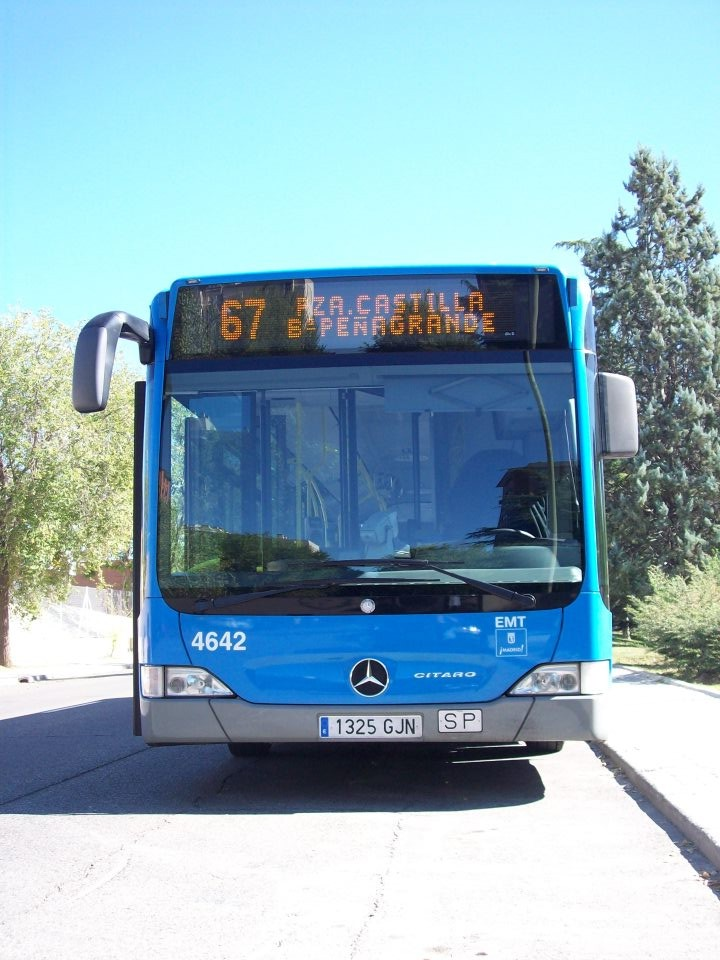
EMT nº4642 sulla linea 67.
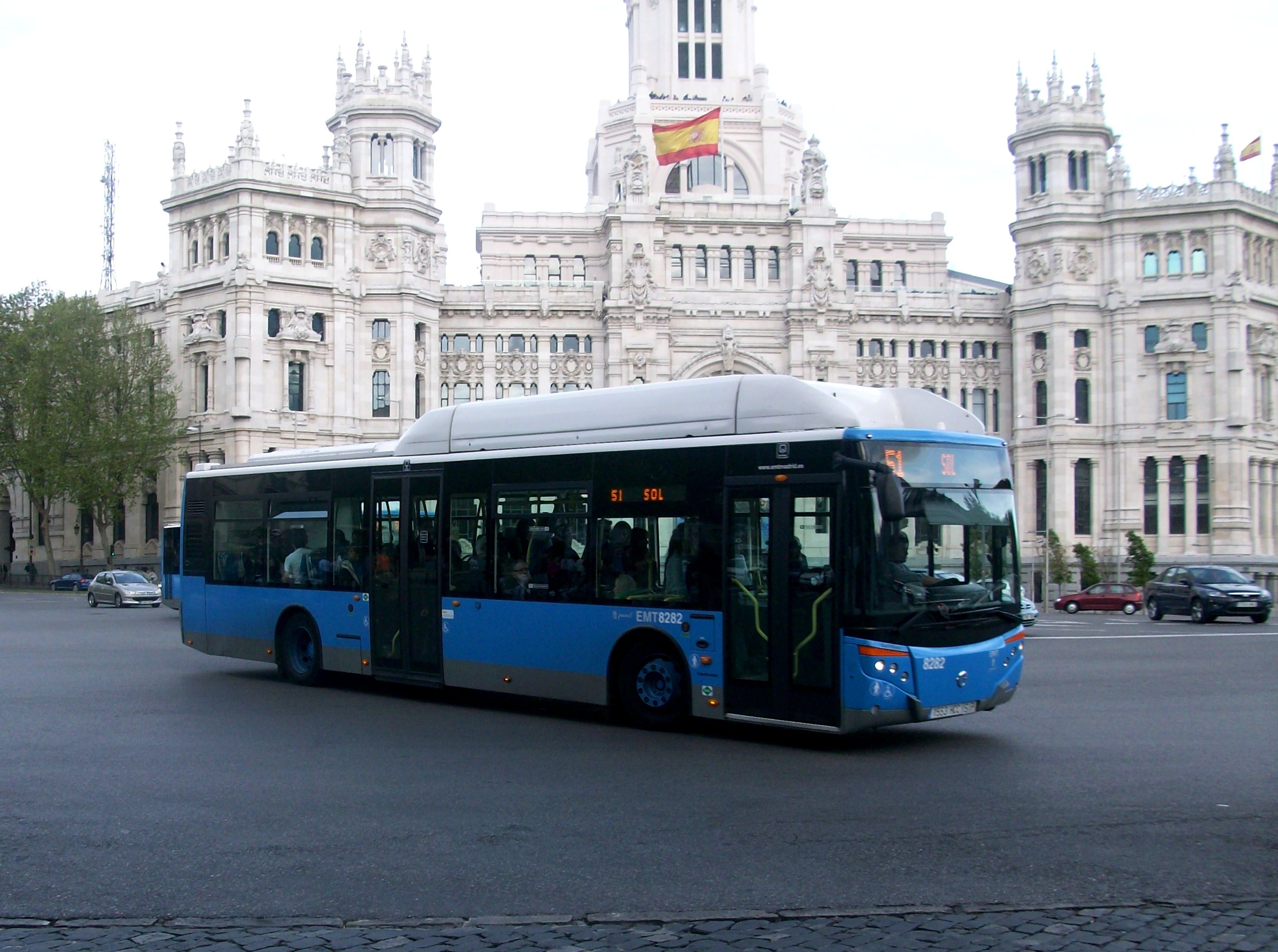
EMT nº8282 sulla linea 51.